# Каламітсько-Центральнокримське мегапідняття
Каламітсько-Центральнокримське мегапідняття – геологічна структура на півдні рівнинної частини Криму. Охоплює також Каламітську затоку. Утворена підвищеною різновіковою складчастою основою Скіфської плити і осадовим чохлом, розбитими розривними порушеннями. Складається з трьох піднять нижнього порядку: Сімферопольського, Новоселівського та Каламітського. Складена породами палеогенового та неогенового віку. 
Корисні копалини: природний газ, мінеральні води, будівельні м-ли. 